# 43193 Сечинаро
43193 Сечинаро (43193 Secinaro) — астероїд головного поясу, відкритий 1 січня 2000 року.
Тіссеранів параметр щодо Юпітера — 3,218.
Названо на честь Сечинаро (італ. Secinaro) — муніципалітету в Італії.